# Oued Chaaba
Oued Chaaba è un comune dell'Algeria, situato nella provincia di Batna.